# Michael Aggelidis
Michael Aggelidis (Dormagen, 1962. június 7. –) német politikus. Miután berlini és kölni egyetemeken elvégezte tanulmányait, Bonnban dolgozott magánügyvédként, főleg jogsegélyek és családi jog terén mozgott. Házas, két gyermek édesapja.